# Секция интересов России при посольстве Швейцарии в Грузии

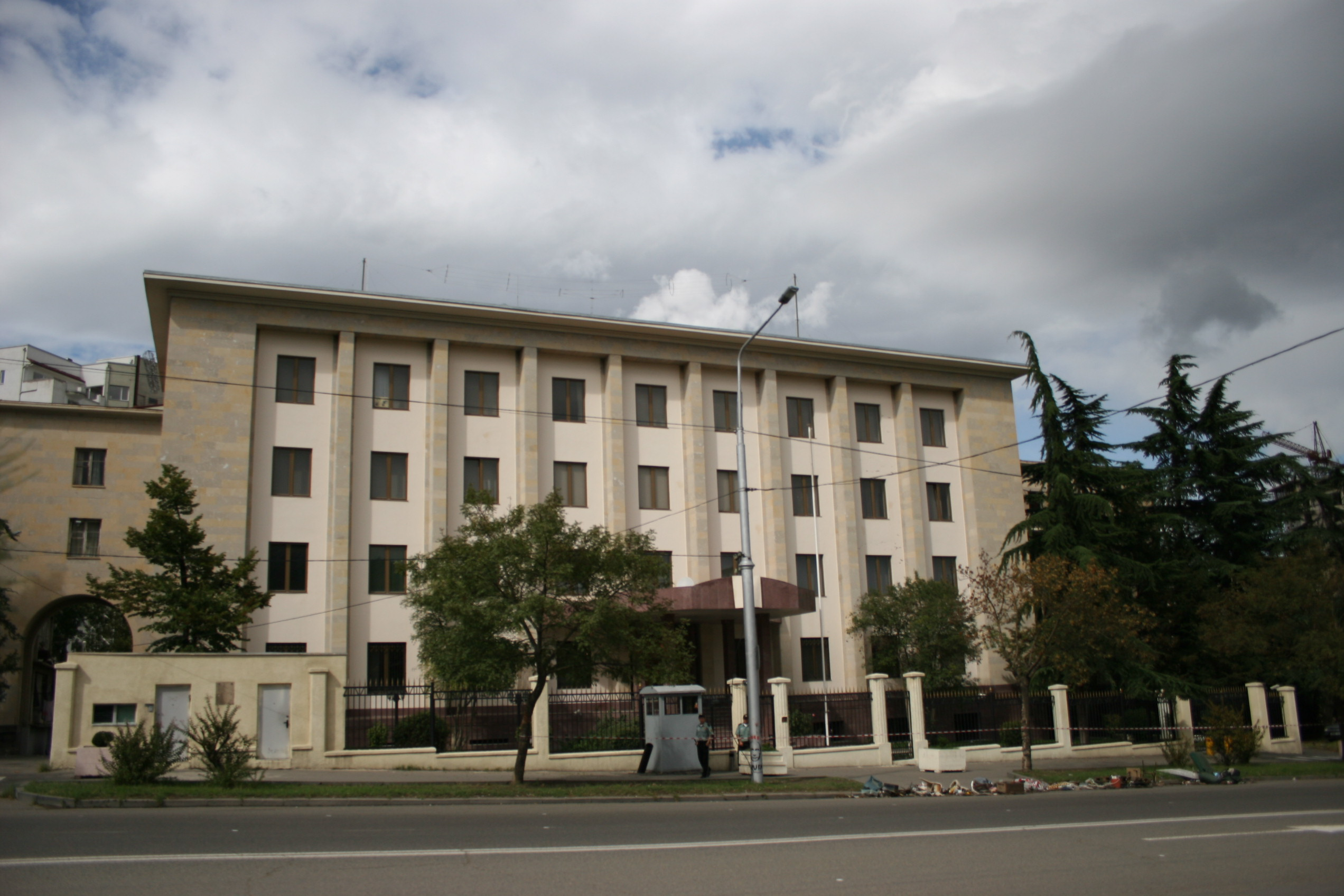
Здание бывшего посольства России в Тбилиси (Проспект Чавчавадзе, 51). Ныне секция интересов России при посольстве Швейцарии.

Секция интересов Российской Федерации при Посольстве Швейцарии в Грузии — дипломатическая миссия России в Грузии, расположена в Тбилиси на проспекте Чавчавадзе. 
29 августа 2008 года Грузия прекратила дипломатические отношения с Россией, что было связано с войной в Грузии. Чрезвычайный и Полномочный Посол Российской Федерации в Грузии Вячеслав Евгеньевич Коваленко вернулся в Москву 30 сентября 2008 года. 5 марта 2009 года были официально открыты Секция интересов Российской Федерации при Посольстве Швейцарии в Грузии и Секция интересов Грузии при Посольстве Швейцарии в Российской Федерации.

## Секция интересов России
Посольство Швейцарии представляет интересы Российской Федерации в Грузии. Секция интересов в статусе загранучреждения
- Глава Секции интересов — Дмитрий Александрович Олисов (со 2 июня 2025 года)[3].
- Адрес: 0162, Тбилиси, пр. И. Чавчавадзе, 51
- Телефон: (+99532) 291-24-53
- Факс:  (+99532) 291-27-38

## Консульский отдел
- Заведующий отделом: Андрей Юрьевич Воскобойников
- Адрес: 0162, Тбилиси, пр. И. Чавчавадзе, 53
- Телефон: (+99532) 291-27-82
- Телефон для экстренной связи: (+995) 598-980-283
- Факс: (+99532) 291-30-85

## Главы секции интересов России
- Андрей Васильевич Смага (5 марта 2009 — 2015)[4]
- Вадим Николаевич Горелов (2015—2016)[5]
- Евгений Иванович Конышев (25 мая 2017 — декабрь 2020)[6][7]
- Дмитрий Александрович Трофимов (10 января 2021 — апрель 2025)[8]
- Дмитрий Александрович Олисов (2 июня 2025 — н.в.)[3]